# Szécsényfelfalu
Szécsényfelfalu è un comune dell'Ungheria di 517 abitanti (dati 2001). È situato nella contea di Nógrád.